# モハ (1997年生のサッカー選手)
モハ（Moha）ことモハメド・エザルファニ（Mohamed Ezzarfani、1997年11月15日 - ）は、モロッコ・ナドール出身のサッカー選手。ポジションはフォワード。

## クラブ経歴
モロッコのナドールに生まれたが、育ちはスペインのカタルーニャ州である。2016年7月28日、CFダムからCFバダロナに移籍すると、19歳ながらリーグ戦26試合に出場して2ゴールを挙げた。
2017年7月17日、FCバルセロナに100万ユーロで移籍し、2年契約を交わした。登録はBチームとなる。しかし、バルセロナBでは1試合も出場することなくエルクレスCFに貸し出された。
2018年8月30日、エルクレスからレンタルバックしたモハはバルセロナとの契約を打ち切った。翌日、RCDエスパニョールとの2年契約が公表された。2019年11月9日、UEFAヨーロッパリーグのフェレンツヴァーロシュTC戦でトップチームデビュー。
2020年9月9日、CDミランデスに1シーズンの契約でレンタル移籍をした。
2021年8月6日、CEサバデルに移籍した。